# 25354 Zdasiuk
25354 Zdasiuk è un asteroide della fascia principale. Scoperto nel 1999, presenta un'orbita caratterizzata da un semiasse maggiore pari a 2,2812497 UA e da un'eccentricità di 0,0925828, inclinata di 5,12423° rispetto all'eclittica.